# Göcenek, Pülümür
Göcenek là một xã thuộc huyện Pülümür, tỉnh Tunceli, Thổ Nhĩ Kỳ. Dân số thời điểm năm 2010 là 9 người.